# Park im. Stanisława Dygata w Warszawie
Park im. Stanisława Dygata – park w warszawskiej dzielnicy Mokotów, na terenie osiedla Sadyba, o powierzchni ponad 6 ha.
Pierwotnie teren, na którym później powstał park, był przeznaczony na rezerwę inwestycyjną dla budowanego w latach 70. osiedla. Obecnie park służy mieszkańcom jako miejsce spacerów i wypoczynku.
W 2009 roku Rada Warszawy podjęła decyzję o nadaniu parkowi imienia Stanisława Dygata, pisarza, który mieszkał na Mokotowie przez blisko 20 lat.